# Іллінці (Іванківський район)

Одна з небагатьох хат у селі, де постійно мешкали самосели.

51°17′32″ пн. ш. 29°51′28″ сх. д. / 51.29222° пн. ш. 29.85778° сх. д.
Іллінці — колишнє село, розташоване за 30 км на захід від Чорнобиля понад галом р. Ілля. Підпорядковувалося Чорнобильському району, нині це територія Іванківського району Київської області. У 1999 році зняте з обліку у зв'язку з відселенням мешканців.

## Історія
Іллінці згадані у листі короля Речі Посполитої Сигізмунда I від 1518р., як селище, що вже змінило кілька поколінь власників. 
Після Другого поділу Речі Посполитої Іллінці потрапили до Відомства державного майна, селяни були особисто вільними.
Кількість мешканців у 1783р (разом зі Стечанкою та Руднею Іллінецькою) — 716. Приблизно на 1860р — 510, на 1900 - 1419, у 1972–1434 особи. 
Село було центром сільської ради, Іллінецькій Сільській Раді були підпорядковані населені пункти Рудня-Іллінецька та Стара Красниця. На межі 1970-80-х рр. у селі проживало близько 1400 мешканців. Напередодні аварії на ЧАЕС у селі мешкало 1059 мешканці, було 448 дворів. Мешканці села після аварії на ЧАЕС були відселені у села Любомирівка, Вознесенське, Стара Оржиця. Виселене внаслідок сильного радіоактивного забруднення. У 1986р всі мешканці були відселені внаслідок аварії на ЧАЕС, але де-хто пізніше повернувся, як самосел. Станом на 2006 рік у селі проживало близько 40 осіб, Іллінці вважалися «столицею» самоселів. Станом на 2013 в Іллінцях залишилось лише двоє постійних мешканців. Під час пожеж 2015 року [Архівовано 23 жовтня 2020 у Wayback Machine.] частина села згоріла і постійних мешканців не залишилось.
Після Чорнобильської катастрофи село увійшло до 30-кілометрової зони відчуження.
Надпис на хресті, котрий встановлений на місці, де стояла церква свідчить, що храм Різдва Богородиці був збудований в Іллінцях 1742 року, проте у Похилевича церква в Іллінцях не згадується. За свідченнями літніх людей церква була розібрана приблизно в 1964 році на матеріал для будівництва клубу.
В селі були середня школа, при школі був інтернат для дітей з сусідніх сіл; клуб, бібліотека. До середини 1930х діти вчилися по кількох хатах розкуркулених. У 2й половині 30х була збудована стара школа — великий довгий одноповерховий будинок. Школа в ньому пропрацювала до початку 1970х, поки для неї не побудовами нову двоповерхову цегляну будівлю. Будинок старої школи було через кілька років розібрано.
Частина території села згоріла під час лісових пожеж у 1996 році.
Частина території села згоріла під час лісових пожеж у 2020 році.
З кінця лютого до 1 квітня 2022 року село було окуповане російськими військами.